# Tibouchina oreophila
Tibouchina oreophila är en tvåhjärtbladig växtart som beskrevs av John Julius Wurdack. Tibouchina oreophila ingår i släktet Tibouchina och familjen Melastomataceae. Inga underarter finns listade i Catalogue of Life.